# Yashwant Singh Parmar
Yashwant Singh Parmar, spesso abbreviato in Y. S. Parmar (villaggio di Chanhalag, 4 agosto 1906 – Shimla, 2 maggio 1981), è stato un politico indiano, fondatore e primo capo del governo dello stato federato dell'Himachal Pradesh.

## L'attività politica
Laureatosi all'Università di Lucknow nel 1944, intraprese la carriera di magistrato con la nomina a giudice da parte del raja di Sirmaur. In seguito, però, cominciò ad essere accusato di far parte del movimento indipendentista e fu costretto a lasciare il suo incarico. Entrato nel Partito del Congresso Indiano e dedicatosi alla politica, giocò un ruolo essenziale nella formazione dello Stato dell'Himachal Pradesh facendo un'intensa campagna politica per ottenere la fusione dei 31 principati collinari dei monti Shivalik che allora appartenevano al Punjab. Divenuto membro dell'Assemblea costituente dell'India, nel 1950 riuscì a far diventare l'Himachal un territorio federato e nel 1952 ne divenne il primo capo del governo. Solo gli sforzi di Parmar riuscirono a far sì che l'Himachal divenisse pienamente uno Stato federato il 25 gennaio 1971, e proprio per il suo notevole impegno nello sviluppo di questa regione, Gangu Ram Musafir, presidente dell'Assemblea Legislativa dell'Himachal Pradesh, ha definito nel 2007 il Dr. Parmar un yug purush, cioè una "leggenda vivente".

## Contributo allo sviluppo economico

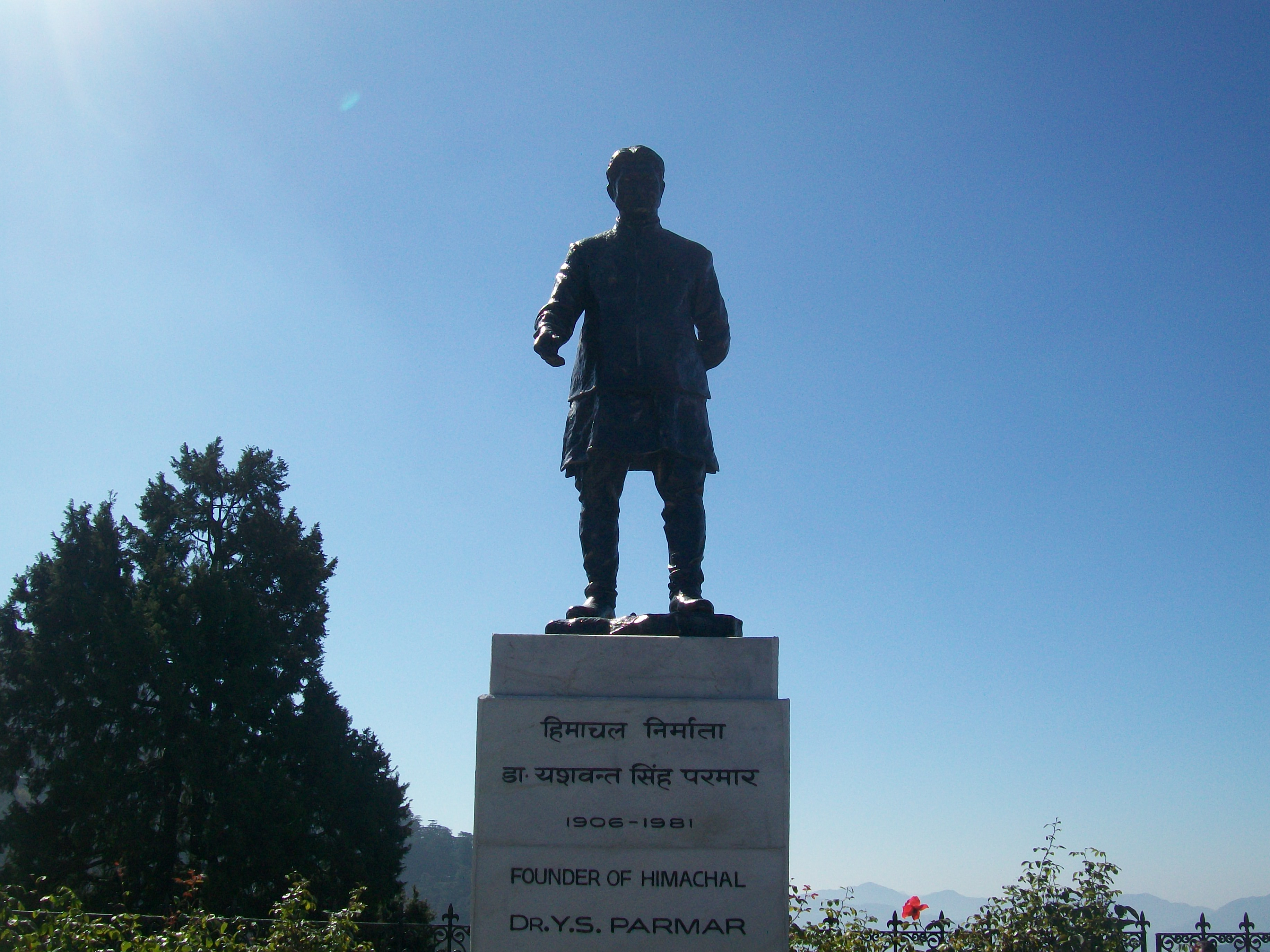

Nato in un villaggio povero fu sempre convinto della necessità di favorire le comunicazioni anche con aree remote e in tal senso lavorò per incrementare la rete stradale del suo Stato. Fu altresì convinto della necessità di favorire lo sviluppo di infrastrutture educative per cui promosse l'istruzione delle masse rurali.
Portò avanti un programma di costruzione di centrali idroelettriche su larga scala per sfruttare il potenziale della regione; anni dopo dirà che i numerosi fiumi dell'Himachal erano come miniere colme d'oro che se fossero state sfruttate avrebbero prodotto un buon profitto.
Il suo interesse per lo sviluppo agro-forestale della regione lo portò a fondare la Società per la Conservazione dell'Ambiente e delle Attività Forestali dell'Himalaya (Himalayan Forest Farming and Environmental Conservation Society) al fine di favorire la protezione dell'ambiente e delle foreste della regione, e a favorire anche lo sviluppo nell'Himachal della coltura delle mele.
Da questo suo interesse nacque una scuola che divenne in seguito l'Università Dr. Yashwant Singh Parmar di Orticoltura e Scienze Forestali

## La personalità di Parmar
Parmar condusse sempre una vita semplice seguendo lo stile della cultura tradizionale dei Pahari (i montanari dell'Himachal Pradesh), ai quali era orgoglioso di appartenere; proprio facendo leva sul sentimento di appartenenza del suo popolo, Parmar disse loro che i Pahari dovranno essere dei gran lavoratori, solo così potremo raggiungere la prosperità.
Questa sua sobrietà lo fece amare dalla gente dell'Himachal, che ricorda ancora come prima dello sviluppo stradale egli facesse a piedi lunghi percorsi per incontrare la gente della sua regione, portandosi dietro delle torce per l'assenza di elettricità.
Anche la sua religiosità aveva un carattere sobrio ma sincero: il suo sacerdote di famiglia (purohit), Pandit Hem Chand Sharma, ricorda di non averlo mai visto fare in pubblico la pūjā all'infuori di matrimoni, compleanni e Dasara (un festival religioso di nove giorni che si svolge agli inizi di ottobre), ma un giorno scoprì per caso che nella sua residenza ufficiale Parmar aveva allestito una piccola stanza per la preghiera, dove oltre a una stuoia e un ritratto di Krishna e Arjuna, trovò due libri, la Baghavad Gita e l'Autobiografia di uno yogi di Paramahansa Yogananda. Sharma capì che era da questi due testi che Parmar traeva la forza morale per affrontare le avversità della politica.